# Interleucina 11

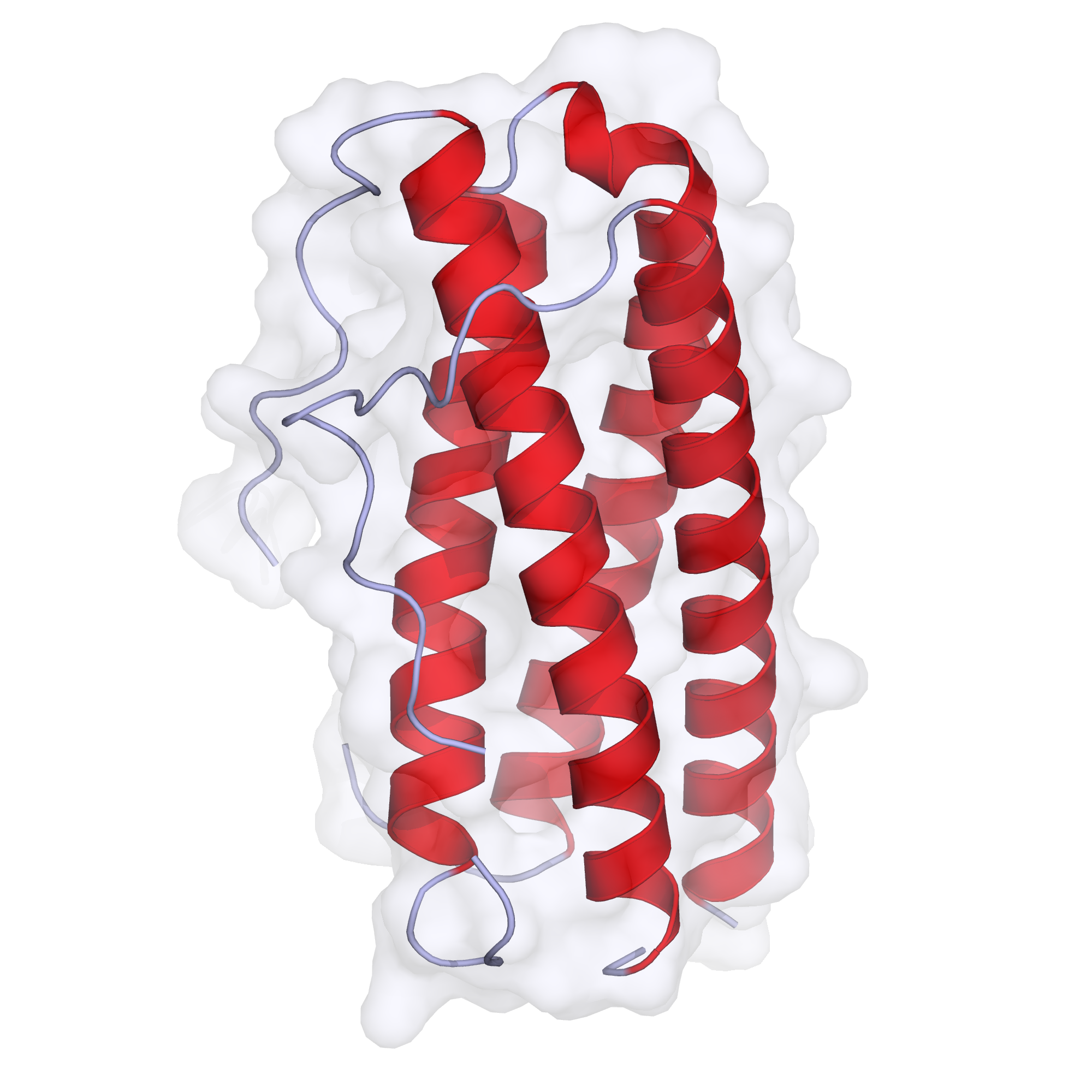
Estrutura cristalina de IL-11 humana

A interleucina 11 ou IL-11 é uma citocina que atua na hematopoiese e proliferação celular de vários tecidos. Apresenta ação sinérgica com as citocinas  IL-3, IL-4,IL-7, IL-12, IL-13, SCF e GM-SCF. Alguns estudos indicam que a IL-11 atua como protetora da mucosa intestinal, pois foi demonstrado que é capaz de estimular a proliferação de células das criptas e reduzir a incidência de sepse, além disso, é responsável por inibir fatores pró-inflamatórios. É um monômero formado por 178 aminoácidos, sendo sintetizado pelos fibroblastos do estroma. Essa citocina é reconhecida e se liga as células pelo receptor CD130.